# Belgiens federala parlament

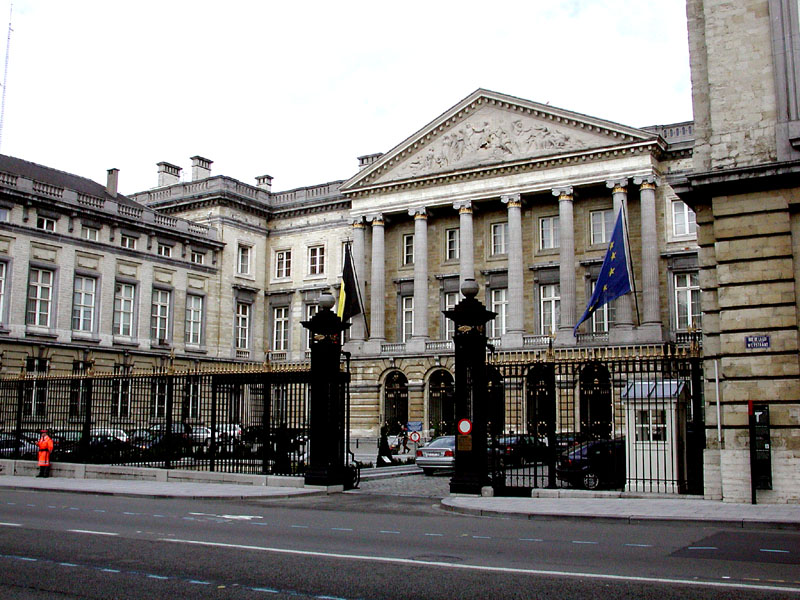
Parlamentsbyggnaden i Bryssel.

Belgiens federala parlament är landets lagstiftande församling och utövar den lagstiftande makten tillsammans med kungen. Parlamentet är uppbyggt som ett tvåkammarsystem bestående av Representantkammaren och Senaten.

## Representantkammaren

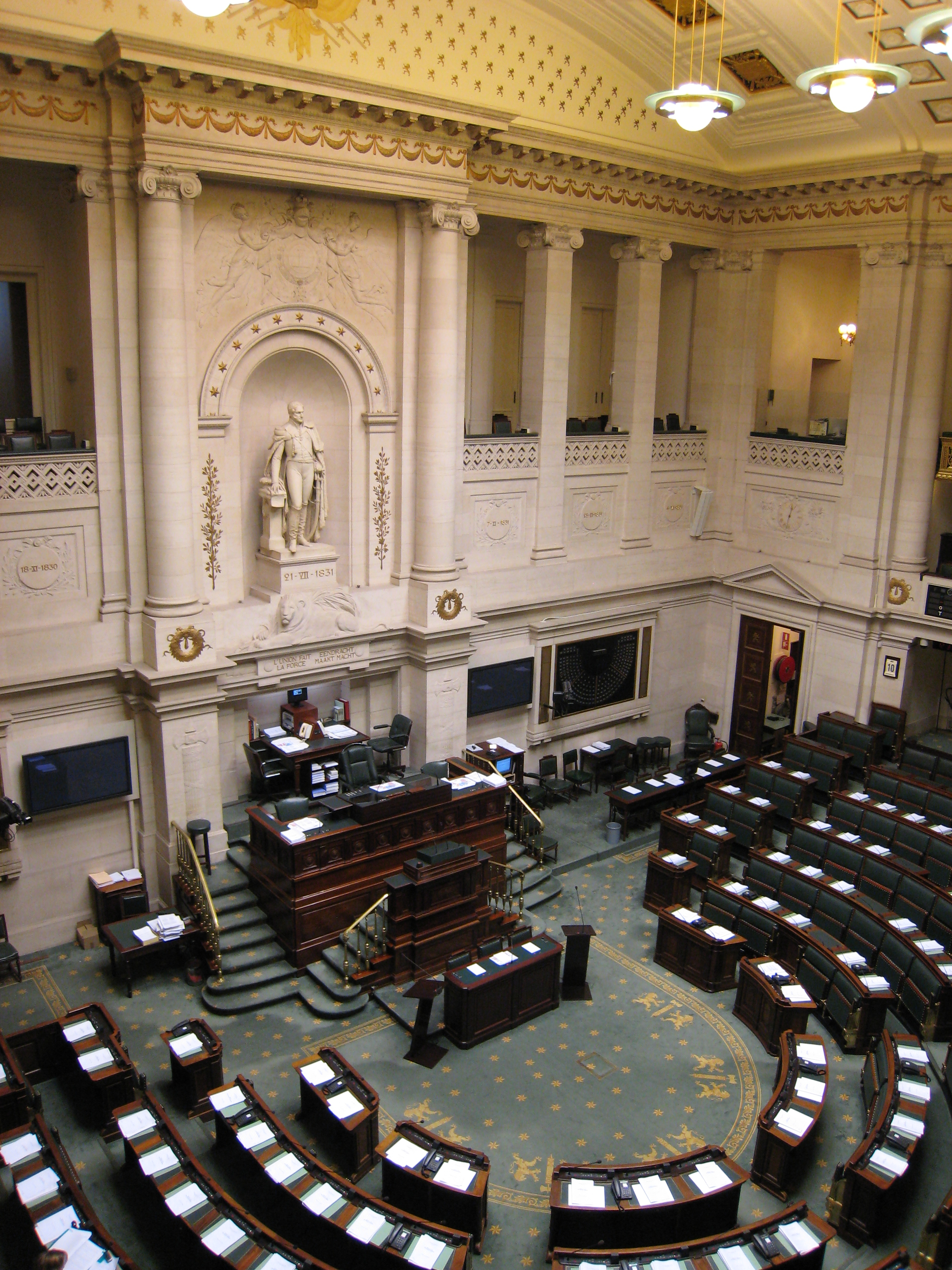
Representantkammarens sessionssal

Representantkammaren är parlamentets underhus och består av 150 ledamöter som väljs i 11 valkretsar. Mandaten är proportionerligt fördelade på dessa valkretsar i enlighet med deras befolkning. Val sker enligt ett proportionerligt valsystem tillämpat inom respektive valkrets, där mandatfördelningen sker enligt d’Hondts metod. En 5 %-spärr tillämpas också .
Nio av valkretsarna sammanfaller med Belgiens provinser. Undantagen är Bryssel-Halle-Vilvoorde, som består av den tvåspråkiga Brysselregionen och en del av provinsen Vlaams-Brabant, samt Leuven, som utgörs av återstoden av Vlaams-Brabant. I de fem flamländska valkretsarna ställer enbart flamländska/nederländskspråkiga partier upp och i de fem vallonska valkretsarna ställer enbart franskspråkiga partier upp. Båda språkgruppernas partier ställer upp i Bryssel-Halle-Vilvoorde.
Av de 150 mandaten tillhör för närvarande 79 de flamländska valkretsarna, 49 de vallonska valkretsarna och 22 den tvåspråkiga valkretsen.

## Senaten

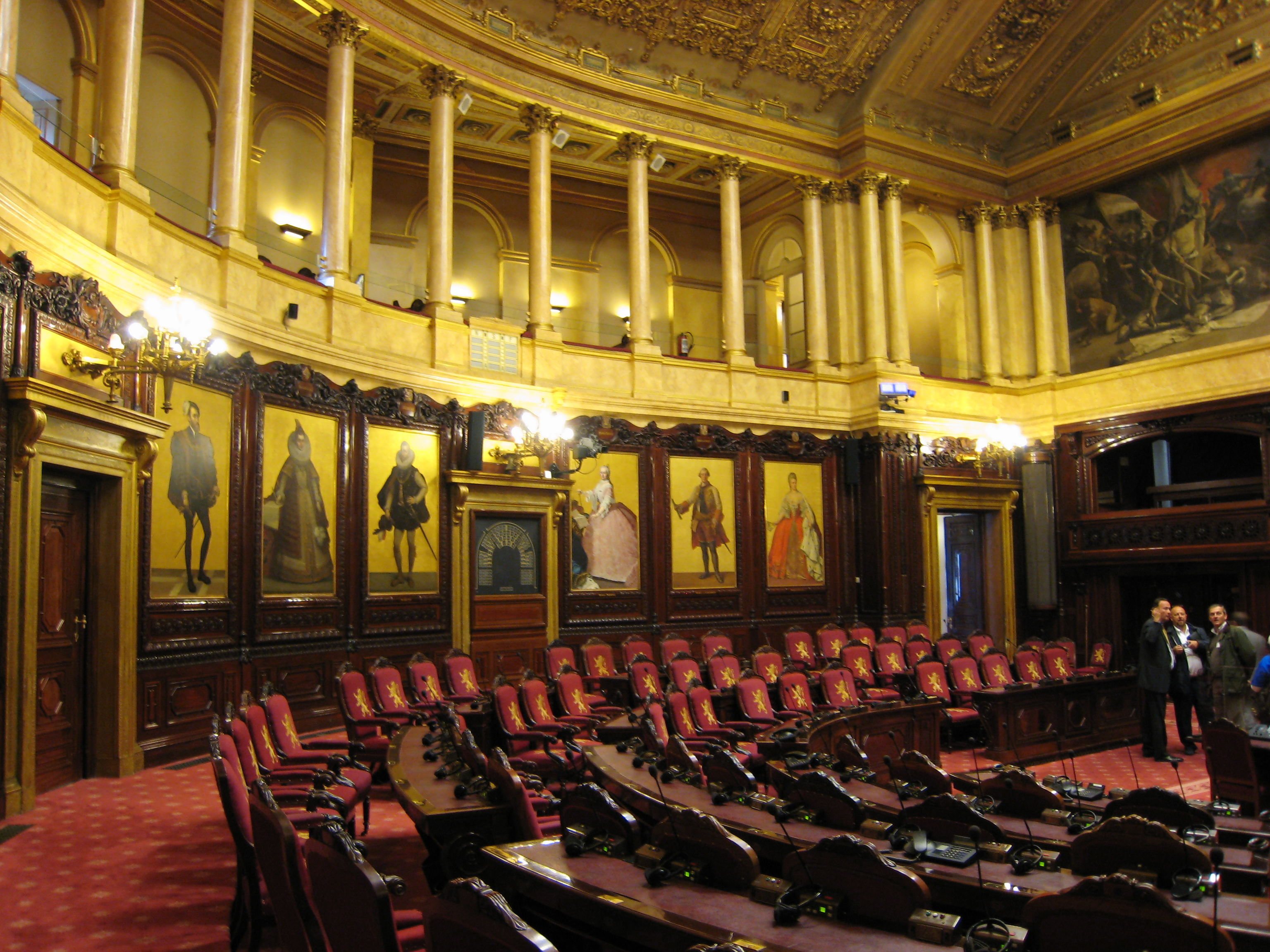
Senatens sessionssal

Senaten är parlamentets överhus och består av 71 ledamöter i tre olika kategorier: direktvalda senatorer, senatorer från gemenskaperna och koopterade senatorer. Därtill finns en fjärde kategori, självskrivna senatorer, som utgörs av de av kungens barn som uppnått 18 års ålder. Det är kutym att de självskrivna senatorerna ej röstar i Senaten.
De direktvalda senatorerna är 40 till antalet, varav 25 från landets nederländskspråkiga del och 15 från den franskspråkiga delen. Valet sker i tre valkretsar: Flandern, Vallonien och Bryssel-Halle-Vilvoorde, där väljarna själv väljer i vilken av de två språkområdena de vill lägga sin röst. Val sker enligt ett proportionerligt valsystem, i likhet med valet till Representantkammaren.
Senatorerna från gemenskaperna är 21 till antalet, och utses av språkgemenskapernas parlament. Tio utses av Flamländska gemenskapen, tio av Franska gemenskapen i Belgien och en av Tyskspråkiga gemenskapen.
De koopterade senatorerna är tio till antalet, och väljs av de andra två grupperna av senatorer.

## Val
Val sker samtidigt till Representantkammaren och Senaten, och mandatperioden är nominellt fyra år. Förtida val är dock möjligt, och har varit vanligt förekommande.